# Söngvakeppnin
Söngvakeppnin, tot en met 2012 bekend onder de naam Söngvakeppni Sjónvarpsins, is de IJslandse voorronde voor het Eurovisiesongfestival.

## Historie
IJsland deed voor het eerst aan het Eurovisiesongfestival mee in 1986. Naar eigen zeggen kon het land niet eerder deelnemen, omdat het vóór 1986 nog niet over de nodige know-how beschikte om het festival als gevolg van een mogelijke zege te kunnen organiseren. In 1986 werd dan ook de eerste nationale selectie georganiseerd. 
De formule om de IJslandse inzending voor het Eurovisiesongfestival te kiezen is enkele malen veranderd. Eerst bestond de show uit één finale, later (vanaf 2007) werden hier halve finales aan toegevoegd. Af en toe besloot de IJslandse omroep RUV de nationale voorronde achterwege te laten en intern een inzending aan te duiden. Dit gebeurde tussen 1995 en 1999, en tevens in 2004 en 2005, en voor het laatst in 2021. Vooral financiële redenen speelden een rol bij deze beslissing. In 2021 werd gekozen om de winnaar van Söngvakeppnin 2020, Daði & Gagnamagnið, intern te selecteren nadat het Eurovisiesongfestival 2020 werd geannuleerd vanwege de COVID-19-pandemie.

## Lijst van winnaars
| Jaar | Artiest                   | Lied                |
| ---- | ------------------------- | ------------------- |
| 1986 | ICY                       | Gleðibankinn        |
| 1987 | Halla Margrét             | Hægt og hljótt      |
| 1988 | Beathoven                 | Þú og þeir          |
| 1989 | Daníel Ágúst              | Það sem enginn sér  |
| 1990 | Stjórnin                  | Eitt lag enn        |
| 1991 | Stefán & Eyfi             | Draumur um Nínu     |
| 1992 | Heart 2 Heart             | Nei eða já          |
| 1993 | Inga                      | Þá veistu svarið    |
| 1994 | Sigga                     | Nætur               |
| 2000 | August & Telma            | Hvert sem er        |
| 2001 | Two Tricky                | Birta               |
| 2003 | Birgitta Haukdal          | Segðu mer allt      |
| 2006 | Silvía Nótt               | Til hamingju Ísland |
| 2007 | Eiríkur Hauksson          | Ég les í lófa þínum |
| 2008 | Eurobandið                | Fullkomið líf       |
| 2009 | Jóhanna Guðrún Jónsdóttir | Is it true?         |
| 2010 | Hera Björk                | Je ne sais quoi     |
| 2011 | Sigurjón's Friends        | Aftur heim          |
| 2012 | Gréta Salóme & Jónsi      | Mundu eftir mér     |
| 2013 | Eyþór Ingi Gunnlaugsson   | Ég á líf            |
| 2014 | Pollapönk                 | Enga fordóma        |
| 2015 | María Ólafsdóttir         | Unbroken            |
| 2016 | Gréta Salóme              | Hear them calling   |
| 2017 | Svala                     | Paper               |
| 2018 | Ari Ólafsson              | Our choice          |
| 2019 | Hatari                    | Hatrið mun sigra    |
| 2020 | Daði & Gagnamagnið        | Think about things  |
| 2022 | Systur                    | Með hækkandi sól    |
| 2023 | Diljá                     | Power               |
| 2024 | Hera Björk                | Scared of heights   |
| 2025 | Væb                       | Róa                 |

Voor de uitslagen van IJsland op het Eurovisiesongfestival, zie IJsland op het Eurovisiesongfestival.